# Euproctus montanus
Il tritone corso (Euproctus montanus Savi, 1838) è un anfibio caudato appartenente alla famiglia dei Salamandridi.

## Descrizione
La pelle del tritone corso è leggermente granulosa. Il capo è stretto e appiattito, con ghiandole parotoidi piccole ma evidenti. Le parti superiori sono brunastre, verdastre o grigiastre, in genere con screziature scure e spesso con una banda mediana rossastra, a volte anche interrotta; il ventre va dal marroncino al grigio chiaro, senza macchie. I maschi presentano una tibia dilatata, terminante con uno sperone. Ha una lunghezza totale di 7-13 cm.

## Biologia
Durante la stagione riproduttiva, in primavera, il tritone corso è acquatico e attivo di giorno e di notte. Compie un letargo invernale e spesso anche un breve periodo di letargo estivo, in entrambi i casi sulla terraferma. L'amplesso avviene con i corpi a stretto contatto, con il maschio che avvolge la femmina con la coda. Il seme viene introdotto direttamente nella cloaca della femmina per mezzo degli speroni presenti sulle zampe posteriori del maschio. La femmina fa quindi aderire fino a 120 uova (solitamente 20-50) sotto l'acqua, all'interno di fessure o sotto sassi piatti.

## Distribuzione e habitat
Questo tritone popola quasi tutta la Corsica, in particolare ad altitudini montane fino a 1500 m, massimo 2500 m, più raramente anche quote più basse. Nella stagione riproduttiva trascorre il tempo in tratti poco turbolenti di corsi d'acqua freddi e puliti come ruscelli di montagna, ma anche in fossi e lungo le rive di piccoli laghi e stagni. Sulla terraferma lo si può spesso trovare sotto sassi e rocce.